# علاقات تايوان الخارجية
جمهورية الصين، التي تُشير إليها العديد من الدول باسم «تايوان»، هي دولة تعترف بها 14 دولة من أصل 193 دولة عضو في الأمم المتحدة، بالإضافة إلى الكرسي الرسولي. من ناحية تاريخية، طلبت جمهورية الصين «تايوان» من حلفائها الدبلوماسيين أن يعترفوا بها باعتبارها الحكومة الشرعية الوحيدة في الصين، ولكن منذ تسعينيات القرن العشرين، تغيرت سياستها في اتجاه الحصول على الاعتراف المتبادل بينها وبين جمهورية الصين الشعبية. إضافة إلى هذه العلاقات، تقيم جمهورية الصين «تايوان» علاقات غير رسمية مع 57 دولة عضو في الأمم المتحدة عبر قنصلياتها ومكاتبها التمثيلية.

## تاريخ
شاركت جمهورية الصين «تايوان» في مؤتمر موسكو للعام 1943، ومؤتمر دومبارتون أوكس، ومؤتمر سان فرانسيسكو للأمم المتحدة، وكانت عضوًا مؤسسًا في الأمم المتحدة بعد اشتراكها في الحلف الذي انتصر في الحرب العالمية الثانية. في العام 1949 هُزم الوطنيون في الحرب الصينية الأهلية في بر الصين الرئيسي وتراجعوا إلى تايوان، وبسكادورز، وكنمن، وأرخبيل ماتسو، وأسسوا بقايا دولة. رغم الخسارة الكبرى في الأراضي التي مُنيت بها تايوان، فقد استمر الاعتراف بها باعتبارها الحكومة الشرعية في الصين من قِبل الأمم المتحدة والعديد من الدول غير الشيوعية.
طالبت الدبلوماسية الأمريكية بين الأعوام 1950 – 1971 بالاعتراف الكامل والدعم لحكومة الصين في تايوان. مع اندلاع الحرب الكورية (1950 – 1953)، لم يُسمح لتايوان بإرسال الدعم العسكري إلى كوريا الجنوبية. مع ذلك، واصلت إدارة الرئيس ترومان الدعم الاقتصادي والعسكري لتايوان، وحيّد أسطول الولايات المتحدة السابع خليج تايوان للحيلولة دون وقوع غزو شيوعي لتايوان، وفي نفس الوقت لمنع احتمالية الغزو التايواني المضاد لبر الصين الرئيسي. في العام 1954 وُقّع تحالف عسكري بين الولايات المتحدة وتايوان تمشيًا مع إستراتيجية أمريكا خلال حقبة الحرب الباردة في الشرق الأقصى التي عزمت على عدم السماح لقوات شيانج كاي شيك في تايوان الهجوم على الصين، تجنبًا لإشعال حرب على نطاق أوسع بين الولايات المتحدة والصين.
تألف الوجود العسكري في تايوان من المجموعة الاستشارية للدعم العسكري، وقيادة الدفاع الأمريكية في تايوان، وبعض الوحدات العسكرية البارزة مثل الفرقة الجوية 327. قبل العام 1979 حين اعترفت الولايات المتحدة بجمهورية الصين الشعبية، كانت واشنطن تقدم لتايوان منحًا اقتصادية بموجب قانون الدعم الخارجي، وقانون الأمن المشترك، وقانون التنمية الدولية التي أقرها الكونغرس الأمريكي. في العام 1954 وقّعت حكومتا الولايات المتحدة الأمريكية وتايوان معاهدة الدفاع المشترك الصينية-الأمريكية التي بقيت حيز التنفيذ حتى العام 1979.

في العام 1959، كان الموقف الرسمي لوزارة الخارجية الأمريكية بأن:
«العاصمة المؤقتة لجمهورية الصين هي في تايبي، تايوان (فورموسا) منذ ديسمبر 1959؛ وأن حكومة جمهورية الصين تمارس السيادة على أرض الجزيرة؛ وأن سيادة تايوان لم تنتقل إلى الصين؛ وأن تايوان ليست جزءًا من الصين كدولة، على الأقل ليس بعد، وليس قبل توقيع معاهدات مناسبة لاحقًا. يجوز القول بأن تايوان منطقة أو إقليم تشغله وتديره حكومة جمهورية الصين، ولكنه ليس معترف به رسميًا كجزء من جمهورية الصين».

### الطرد من الأمم المتحدة في العام 1971
في العام 1971، طردت الأمم المتحدة تايوان من المنظمة ومنحت مقعدها لجمهورية الصين الشعبية. بموجب ذلك فقدت تايوان الاعتراف المؤقت بجمهورية الصين من قِبل غالبية الدول قبل قرار الجمعية العامة للأمم المتحدة رقم 2758، كما خسرت عضويتها في جميع المنظمات الحكومية الدولية المرتبطة بالأمم المتحدة. بما أن الأمم المتحدة والمنظمات المرتبطة بها مثل محكمة العدل الدولية هي القنوات الأكثر تأثيرًا في تطبيق القانون الدولي وتخدم كمجتمع دولي لدول العالم، فقد عمدت غالبية الدول المنحازة إلى الغرب في الحرب الباردة عمدت إلى إنهاء العلاقات الدبلوماسية مع تايوان، وأقامت علاقات دبلوماسية مع جمهورية الصين الشعبية.
في ميثاق الأمم المتحدة، تُشير البنود 23 و110 في الفصل الثاني من الميثاق صراحة إلى جمهورية الصين «تايوان»، ولكن مقعد الصين تشغله حاليًا جمهورية الصين الشعبية. ما تزال تايوان مستمرة في علاقات بالأمر الواقع مع معظم المنظمات غير الحكومية في الأمم المتحدة، إضافة إلى اليونسكو. وقعت تايوان وصادقت على اتفاقية فيينا للعلاقات الدبلوماسية في 18 أبريل 1961 و19 ديسمبر 1969، بما فيها البرتوكول الاختياري المتعلق بالتسوية الإلزامية للنزاعات، وهي الاتفاقية المعتبرة منذ تأسيس الأمم المتحدة كحجر الأساس لدبلوماسية العصر الحديث منذ مؤتمر فيينا؛ ومنذ العام 1971 ينطبق البند 35 من اتفاقية فيينا لقانون المعاهدات للعام 1969 على وضع جمهورية الصين «تايوان». نظرًا لاضطراب الأمن وانعدام التسامح الذي عصف بتايوان في سبعينيات وثمانينيات القرن العشرين بعد طردها من الأمم المتحدة ومن مجال التأثير الأمريكي، اتجهت تايوان نحو الدمقرطة وتبنّت الاقتراع العمومي، في ظل الحكم الشمولي للرئيس تشيانغ تشينغ كيو.

### الانتخابات
عُقدت أول انتخابات رئاسية مباشرة في العام 1996 وانتُخب الرئيس لي تينغ هوي. حتى 4 مايو 2015، تلقى مواطنو جمهورية الصين «تايوان» معاملة تفضيلية في التأشيرات في 142 دولة. في سياق دبلوماسية تأثير القوى العظمى، تشمل قائمة حلفاء تايوان التقليديين الولايات المتحدة الأمريكية، وكندا، واليابان، وأستراليا، ونيوزيلاندا. حرصت الدبلوماسية الثقافية لتايوان على إنشاء مركز مصادر تايوان للدراسات الصينية في العام 2012 في الجامعات الكبرى حول العالم.

### المساعدة في التنمية
منذ العام 1950 منحت تايوان أولوية عظمى لمنح المساعدات الدولية، الأمر الذي نتج عنه تلقّي ممثليها الدبلوماسيين بالترحاب في دول لا تقيم معها علاقات دبلوماسية رسمية. حرصت تايوان على تقديم الدعم السخي دون شروط مسائلة متشددة، وخصوصًا في البلدان الفقيرة في أفريقيا، وأمريكا اللاتينية، ودول جنوب المحيط الهادي. اكتسبت تايوان سمعة طيبة كمانح سخيّ ومسؤول، لا سيما بالتضاد مع الدور المناوِر لسياسة المساعدات الصينية مثل مبادرة الحزام والطريق.
تُعتبر تايوان أحد الداعمين الرئيسيين للمساعدة الإنمائية الرسمية، حيث يُدير الصندوق الدولي للتعاون والتنمية مشاريع تايوان للمساعدة الدولية والتعاون الخارجي. مع حلول العام 2010، جنبًا إلى جنب مع حلفاء الولايات المتحدة الأمريكية للأمن مثل أستراليا، ونيوزيلاندا، واليابان، وكوريا الجنوبية، في منطقة آسيا والمحيط الهادي ضمن قانون علاقات تايوان، حظي مسؤولو جمهورية الصين بزيارات شبه رسمية إلى الولايات المتحدة على المستويين الحكومي والسياسي، بما في ذلك التوجيه العسكري المشترك التايواني-الأمريكي في عمليات القوات المشتركة السنوية في هان كوانغ.

### مجمعات التفكير
تطور نظام تايوان السياسي فيما يخص زيادة اللبرلة السياسية. مع حلول تسعينيات القرن العشرين، كان في تايوان نظام ديمقراطي يضم تنافسًا حزبيًا، وفئويًا، ومجتمعًا مدنيًا نشيطًا، والعديد من مجموعات المصالح. ظهرت مجمعات التفكير في تايوان بسبب المكانة العالية للخبرة، والطلب المتزايد على الدبلوماسية غير الرسمية التي فرضتها ظروف غياب الاعتراف الدبلوماسي الرسمي. أدت مجمعات التفكير دورًا بارزًا في تخطيط وتنفيذ العلاقات مع الدول في أنحاء العالم.
أنشأت الجامعات، ومراكز الأبحاث، ومجمعات التفكير الأوروبية ميدانًا أكاديميًا جديدًا للدراسات التايوانية، لا سيما في أوروبا بسبب الوضعية الخاصة التي تشغلها تايوان في النظام الدبلوماسي العالمي. يتّسم الباحثون العاملون في هذا المجال بالجدية والالتزام بالدراسات التايوانية، وأسسوا شبكة باحثين ممتدة عبر القارة الأوروبية.
بين الأعوام 2016 و2019، شهدت إدارة الرئيسة تساي إنغ ون نقل 7 دول اعترافها بتايوان إلى جمهورية الصين الشعبية.